# Mariano Rodríguez de Ledesma
Mariano Nicasio Rodríguez de Ledesma (Mariano de Ledesma) (Zaragoza, 14 de diciembre de 1779 - Madrid, 29 de marzo de 1847). Compositor, cantante y director. Está considerado el primer músico romántico español y uno de los músicos españoles más importantes de la primera mitad del XIX. Consiguió fama en Europa sobre todo por su faceta de maestro de canto y compositor de canciones que publicó en Inglaterra, Francia, Alemania, Italia y España.
Rodríguez de Ledesma debe ser considerado también uno de los primeros músicos románticos europeos que cultiva conscientemente esa nueva estética  en la búsqueda de nuevos recursos expresivos, formales o armónicos. Rafael Mitjana, feroz crítico con la música española del XIX, da cuenta con verdadero acierto de la aportación de Rodríguez de Ledesma como iniciador y precursor del movimiento romántico en España, asignándole ser el primero que adopta las vías del arte moderno. En su desprecio del italianismo, al que acusa de la mayoría de los males de la música española, dice Mitjana que Rodríguez de Ledesma es partidario de Mozart antes que de Rossini (olvidando que la influencia del italiano también es muy evidente en algunas de sus grandes obras), y añade que fue un compositor romántico que supo compaginar adecuadamente su “originalidad nacional” con las novedades de la música alemana contemporánea, especialmente la de Weber, orientándose hacia nuevos horizontes: "en su concepto de orquesta, completamente diferente de la de los maestros italianos, Rodríguez de Ledesma tiene en España un papel iniciador y es el primero que adopta las vías del arte moderno, orientándose hacia nuevos horizontes", lo cual para sus contemporáneos (que destacaban el valor expresivo de su declamación, el avance de su armonía y, sobre todo, el colorido de su orquestación) apenas cuenta, ya que estas novedades las plasma en obras religiosas, que además tienen poca difusión fuera de la Real Capilla, y lo que el público demandaba, ante todo, era ópera fundamentalmente italiana. Este panorama y el hecho de que "el romanticismo musical español fue ignorado o acaso tomado a broma", como escribe Gomez Amat, le ocasionaron al músico aragonés  la incomprensión, la marginación y el olvido.

## Vida

### Aclaración de los diferentes nombres
Su nombre original era Mariano Nicasio Ledesma y así figura en su partida bautismal, tomo 5.º, folio 61, de la iglesia parroquial de San Gil Abad de Zaragoza:

En quince de diciembre de mil setecientos setenta y nueve, Don Pascual Argente, beneficiado y regente de esta iglesia parroquial de San Gil de Zaragoza, bautizó en ella a Mariano Nicasio, que nació en el día antecedente, hijo de Antonio Ledesma, natural de Barcarrota, diócesis de Badajoz, en la Extremadura, y de Josepha Agustín, natural de Laqueruela, de esta diócesis, conniuges, parroquianos de San Gil: fue su padrino el Licenciado don Francisco Antonio Lain, natural de Bailo, parroquia de las Cinco Villas, diócesis de Jaca, a quien advirtió el parentesco espiritual y demás obligaciones - Pascual Argente, Regente.

No se sabe con certeza las causas ni el momento de este cambio de apellidos pero, según los documentos investigados hasta el momento, la primera vez que aparece completo el nombre de ‹Mariano Rodríguez de Ledesma› es en el visto bueno de un recibo presentado a la casa de Benavente-Osuna el 29 de septiembre de 1808 a cuenta del ensayo para la celebración de Vísperas en San Felipe Neri al día siguiente. Sin embargo, días más tarde, en otras celebraciones religiosas para los mismos nobles aparece con el nombre de Mariano de Ledesma en el puesto de tenor del primer coro y director, y más adelante con el nombre completo de Mariano Rodríguez de Ledesma en el visto bueno de las cuentas. En el nombramiento como miembro de la Academia Nacional de Ciencias y Bellas Artes, en diciembre de 1821, figura como ‹Rodríguez de Ledesma›, así como en la Guía de forasteros para el año 1823, de Madrid, en el apartado ‹Academia Nacional, sección de Literatura y Artes›, donde vienen reflejados todos los miembros de dicha institución. En todas las canciones que publicó en Londres aparece como ‹Mariano Ledesma›, sin embargo en la publicación del método de canto en torno a 1827, tanto en Londres como en París, figura ‹Rodríguez de Ledesma›, así como en todas las obras que compuso desde su definitivo regreso a España en 1834.
A pesar de que él ya solo utilizará este nuevo nombre, sus contemporáneos le llaman indistintamente de las dos maneras, lo cual ha creado cierta confusión. Mitjana apunta que tal vez añadió este apellido para que no se le confundiera con Nicolás Ledesma; sin embargo, este motivo es poco consistente, ya que en aquella época Mariano era muy conocido no solo en España, sino en varios países europeos, y Nicolás comenzaba por entonces su andadura por diferentes Capillas musicales hasta recalar en Bilbao.

### Formación musical
Al cumplir los cuatro años sus padres le envían a estudiar a las Escuelas Pías de Zaragoza; a los ocho, en 1787, ingresa en el Colegio de Infantes de la Metropolitana Iglesia de La Seo y allí comienza a estudiar música, latinidad, moral, matemáticas y filosofía, y será infantillo de coro durante ocho años. En 1797, siendo ya infante mayor es propuesto para ocupar una plaza de contralto en la Capilla musical de La Seo:

Se leyó dictamen de Dn. Francisco Xavier García Maestro de Capilla de La Seo en la que expone que la plaza que ha dejado Marcuello es sujeto muy del caso Mariano Ledesma, infante mayor, pués en el día tiene famosa voz de tiple y se le bajará regularmente a la de contralto, que es del todo diestro y serviría para tañer el órgano, violón, contrabajo, y que no está en edad de continuar infante

Su primer maestro de música fue precisamente El Españoleto, Francisco Javier García Fajer, aunque también recibió lecciones de José Gil de Palomar, Maestro de Capilla de la Basílica del Pilar. Ledesma llamaba la atención en el coro de La Seo, por lo que el cabildo, para no contribuir a las distracciones de los fieles, prohibió que cantara solos.
A los catorce años de edad es propuesto por El Españoleto para concurrir a la oposición del magisterio de capilla de Daroca, que ganaría; sin embargo, no llegó a desempeñar el cargo por no abandonar sus estudios musicales. Por idénticos motivos no aceptaría, dos años después, el magisterio de Santo Domingo de la Calzada, Borja o Santander, que le ofrecieron. Con 17 años Ledesma obtuvo la plaza de racionero de la Catedral de Zaragoza y al año siguiente, con 18 años y medio, ganó por oposición el magisterio de capilla y organista de Vinaroz, donde durante tres años desempeñará tales cargos.

### Primera estancia en Madrid
Tras abandonar Vinaroz, Ledesma viaja a Sevilla, en 1804, entrando como Maestro compositor y director, además de tenor, en la compañía de ópera de Calderi que llevaba la empresaria y primera dama Ana Sciomeri.  Esta compañía llevaba ya varios años representando ópera en Sevilla y parece ser que con ella recorrería Ledesma varias ciudades andaluzas . En 1804 dieron 33 funciones operísticas y la obra más representada fue La locandiera de A. Salieri, sobre texto de Goldoni (traducida al castellano como La posaderita y denominada ópera cómica española), con la que inauguraron la temporada el 5 de mayo dando 10 representaciones hasta el 7 de agosto y alternando la ópera con “tonadillas, arias, cuartetos [se supone que vocales], y bailes según el minucioso diario de González de León”. Otras óperas que representaron en esta temporada de 1804 fueron La dama soldado de G. Gazzaniga, La Isabella de Comella, Nina, loca por amor de G. Paisiello y El preso de Della-María. A causa de la epidemia se suspendieron las representaciones de ópera en septiembre y se reanudaron el 20 de enero de 1805. Pero en esta fecha parece que Ledesma deja la compañía, marcha a Madrid y el 26 de abril debuta  como primer tenor en el Teatro de la Cruz, que era el más concurrido de la ciudad, cantando una tonadilla posiblemente de Blas de Laserna, que entonces figuraba como compositor-director de dicho teatro y al que parece ser sustituyó, posteriormente, como director (en ese momento el tenor principal de los Caños del Peral era el célebre Manuel García, con quien Ledesma iniciaría una larga y profunda amistad). Según Mitjana  (y otros anteriormente), Ledesma fue también primer tenor del Teatro de los Caños del Peral actuando indistintamente en los dos, pero según las plantillas de reparto de ambos teatros el músico aragonés solo figura en el Teatro de la Cruz durante dos temporadas y nunca se le cita en el de los Caños del Peral. Por Real Orden del 13 de septiembre de 1806 es nombrado tenor supernumerario, con diez mil reales de sueldo, de la Real Capilla de Carlos IV. Interesado también en la base científica de la educación de la voz, Ledesma se matriculará en la clase de anatomía de la Facultad de Medicina.
Es en estos primeros años en Madrid, 1805 o 1806, que Ledesma dirige la que parece ser la primera interpretación del Réquiem de Mozart en España. Según cuenta un artículo que publicó el periódico alemán de Leipzig Allgemeine Musikalische Zeitung en su n.º 37 del 14-IX-1814:

“Ledesma conoce, honra y aprecia la música alemana, admirando sobre todo a Haydn y a Mozart. El Réquiem  de este último le entusiasma de tal manera que siendo aún maestro de capilla (!) en Madrid no quedó satisfecho hasta haber conseguido hacerlo ejecutar, no obstante las dificultades que le promovieron los cantantes y los instrumentistas. Primero lo hizo oír en sociedades privadas y después en algunas iglesias de la corte, logrando siempre excitar el entusiasmo delirante del auditorio”.

José Teixidor, en su Historia de la música española, da también noticias de una interpretación, por la misma época, del Réquiem de Mozart sin concretar fecha:

“de la Misa de Difuntos compuesta por el célebre Mozart cantada en Viena en las exequias del mismo profesor hemos oído decir a sujetos que la oyeron que todo el auditorio lloraba; y en Madrid cuando se ejecutó en las Honras del Real Cuerpo Guardias Valonas celebradas en la iglesia de (los) Padres Capuchinos de la Paciencia, sucedió lo mismo en no pocos oyentes; y a nosotros nos hizo todo el efecto posible con especialidad la Secuencia”.

En los meses de septiembre y octubre de 1808 colabora como tenor y director de música con la casa de Benavente-Osuna en diferentes funciones religiosas, especialmente las dedicadas a San Francisco de Borja en San Felipe Neri. Esta casa nobiliaria tan aficionada a la música, que anteriormente tuvo como asesor musical a Tomás de Iriarte y en otro momento director de música a Luigi Boccherini, desarrollaba una incesante actividad musical regida por esa gran mecenas del arte que fue María Josefa de la Soledad Alonso y Pimentel, Duquesa-condesa de Benavente por herencia y Duquesa de Osuna por su matrimonio. Viuda en 1807, organizaba sobre todo, a partir de entonces, grandes funciones religiosas con música dedicadas a San Francisco de Borja, patrón de la casa Benavente-Osuna. Un ejemplo de esa gran actividad la vemos en esos días de septiembre y octubre de 1808, en los que colabora Rodríguez de Ledesma, en que se realizan: en San Felipe Neri, Vísperas el 30 de septiembre, Misa Grande de A. Rosetti el 4 y 5 de octubre, Misa de G. Paisiello los días 8 y 9, Misa de G. Brunetti el 10, Misa ‘chica’ de J. Haydn el 11, en las Capuchinas misa el 12 y, otra vez en San Felipe Neri, misa el 13, todo ello completado con los correspondientes ensayos que se pagaban aparte.
En diciembre de ese fatídico 1808, con los franceses invadiendo la capital, se distingue Ledesma en la defensa de Madrid contra Napoleón luchando bajo las órdenes, y con carácter de ayudante de campo, del Teniente General Vizconde de Gant, confiscándole sus bienes el gobierno intruso “por haberse batido sin ser su carrera la de militar” , según lo expresaba la Gaceta de dicho gobierno. El 21 de diciembre del mismo año se presenta en Sevilla al gobierno legítimo marchando después a Cádiz donde le es preciso dar lecciones de música para subsistir. Seguramente, es en esta estancia en Cádiz cuando Ledesma conoce al militar y poeta Francisco de Laiglesia y Darrac, a la sazón director de la Escuela de Equitación de Cádiz, del que utilizará varias poesías para canciones: Los cantos del trovador, quizás la más antigua de las canciones que conocemos de Ledesma y El sueño de mi amor, perteneciente a las Seis Canciones Españolas.

### Primeras estancias en Inglaterra
En 1810 Ledesma se traslada a Inglaterra. Mitjana dice que pasó por Italia y Francia pero no existe ninguna evidencia al respecto; el músico aragonés en un exhaustivo currículo de su puño y letra detallado anualmente y que presenta años después en la Real Capilla, no menciona tampoco esos países. 
En 1812 realiza un breve viaje a Madrid vía Lisboa con objeto de ver si podía recuperar algo de lo confiscado por el gobierno invasor, cuya pérdida en metálico ascendía a catorce o quince mil duros, pero a los 14 días tiene que dejar la capital porque el enemigo volvía sobre ella, marchando otra vez a Cádiz a reembarcarse de nuevo para Inglaterra con una licencia especial concedida en diciembre de ese mismo año. En este segundo viaje de Cádiz a Londres, realizado ya a principios 1813, lleva pliegos secretos, a su costa, de la 1.ª Secretaría de Estado para el embajador de España en aquella capital.
Durante las estancias gaditanas, Ledesma compone dos himnos patrióticos de los que solo nos ha llegado el texto: en 1810 El día de la nación española o el dos de mayo, sobre una canción de F. De Laiglesia y Darrac y en 1812 En tan infausto día, sobre un poema de Juan Nicasio Gallego .
Ya en Londres, Ledesma alcanza gran notoriedad como músico y maestro de canto; ese año de 1813 es designado por el Príncipe de Gales (el futuro Jorge IV) Maestro de perfección en el canto de la princesa Carlota. También a partir de ese año Ledesma participa activamente en los conciertos de la Philarmonic Society; sin embargo, en contra de lo que se ha creído hasta ahora, no forma parte de dicha sociedad ni como fundador ni como miembro asociado. La Philarmonic Society, que años después encargaría a Beethoven la 9.ª sinfonía, tenía su sede en Regent st. (Argyll Place) y los conciertos los celebraban en Old Argyll Rooms. La participación de Ledesma en estos conciertos es la siguiente:
- En el año 1813
 
3-V (4.º concierto), director: Salomon, piano: J.B. Cramer, trío Tu mi dividi de Bach (¿J. C.?), solistas: Mrs Moralt, Mss Rovedino, Ledesma.

17-V (5.º concierto), director: Viotti, piano: Clementi, 1.ª parte: cuarteto Benedictus de Mozart, solistas: Mrs Moralt, C. Evans, Ledesma, C. Smith; 2.ª parte: cuarteto Caro da voi de Cherubini, solistas: Mrs Moralt, Ledesma, C. Smith, G. Naldi.

21-VI (8.º concierto), director: Vaccari, piano: J.B. Cramer, 1.ª parte: cuarteto de Idomeneo, Andrò ramingo, de Mozart, solistas: Mrs Bianchi-Lacy, Mss Hughes, Mrs Moralt, Ledesma; 2.ª parte: trío de Idomeneo, Pria di partir, de Mozart, solistas: Mrs Moralt, Mrs Bianchi-Lacy, Ledesma.
- En el año 1814
 
14-II (1.º concierto), director: Salomon, piano: Clementi, 1.ª parte: cuarteto Dove sono de Cimarosa, solistas: Mrs Lacy, Catalani, Ledesma, Naldi; 2.ª parte: quinteto Che tremore de Mozart, solistas:  Mss Naldi, Catalani, Ledesma, Smith, Naldi.

18-IV (5.º concierto), director: Salomon, piano: Clementi, cuarteto de Don Giovanni, Non ti fidar, de Mozart, solistas: Mrs Moralt, Lacy, Ledesma, Naldi.

- En el año 1815
 
27-II (2.º concierto), director: D.F. Cramer, piano: J.B. Cramer, sexteto de Così fan tutte, A la belle Despinetta, de Mozart, solistas: Mrs Dickons, Mrs Moralt, Mss Griglietti, Ledesma, Kellner, Naldi.

17-IV (5.º concierto), director: Vaccari, piano: Clementi, trío O lieti di de Sacchini, solistas: Mrs Salmon, Ledesma, Naldi.

Todos estos conciertos eran completados con las obras más famosas del momento, como sinfonías y oberturas de Beethoven, Mozart, Haydn y otros muchos. Como se ve por el repertorio interpretado, Ledesma estuvo desde el principio de su carrera en contacto con la mejor música europea del momento, lo que se refleja posteriormente en la calidad de sus composiciones. Aunque no se ha encontrado por el momento documentación al respecto, ya que por ahora solo se ha podido estudiar la correspondiente a los conciertos de la Philarmonic Society, no es descartable la idea de que Ledesma participara también en algún otro tipo de conciertos con oratorios de Händel o en alguna representación de óperas de Mozart, Händel u otros.
También en estos años Ledesma publica varias canciones en castellano y arietas en italiano. Según Mitjana  fue requerido en 1808 por el editor T. Mollo para participar en la colección de lieder  alemanes sobre el poema de Carpani In questa tomba oscura, que pusieron en música compositores como Beethoven, Czerny, F. X. Mozart, Pavesi, Paer, Salieri, etc, sin embargo el nombre de Ledesma no figura en ninguna de las ediciones completas que se realizaron en Viena, aunque Ledesma publicó años después una canción sobre este célebre poema. Sí se publican, en cambio, en Leipzig y Berlín Seis Canziones Españolas, con acompañamiento de pianoforte o harpa, dedicadas a las damas españolas amantes de la música por M. de L., con su traducción alemana como Sechs Spanische Lieder (en la BN de Madrid se conserva una colección similar solo en castellano) y la editora de Leipzig Breitkopf und Härtel publica entre 1814 y 1816 varias obras instrumentales: VI Walses para piano solo; Bolero favori du divertissement espagnol: le troubadour; Zapateado, danse espagnole y Divertissement martial livre 1 y 2, estas últimas para flauta y piano. En Londres publica también en Monzani & Hill el Divertissement martial livre 1 y varias canciones en italiano.
Como se ha comentado más arriba, en 1814 la gaceta musical de Leipzig Allgemeine Musikalische Zeitung publicaba un estudio biográfico de Ledesma donde se tributaban grandes elogios a sus Sonatas (debe referirse a las de flauta y piano), así como a sus Romanzas y Canciones:

[...] las Sonatas y otras composiciones para piano, y las Canciones (Canzonetas, Romanzas, etc.) se hacen notar por la bizarra originalidad que en ellas campea, y aún más si cabe por su expresión vehemente y apasionada. La linda Romanza que reproducimos en nuestro suplemento, demostrará, no obstante su pequeñez, la exactitud de nuestro juicio.

Este estudio biográfico iba acompañado de la canción El Pescador en castellano y alemán con acompañamiento de piano y guitarra, donde los alemanes señalaban las llamativas particularidades armónicas de un compositor del sur. Este periódico musical también le dedicará en los años siguientes, noviembre de 1815 y diciembre de 1816, varias reseñas a las publicaciones de las obras de flauta y piano.

### Regreso a España e ingreso en la Real Capilla
Repuesto Fernando VII en el trono, declara en 1815 vacante la plaza de tenor que tenía Ledesma “por no dar señales de vida”. Este presenta dos solicitudes para que se le reponga en su destino y a ninguna accede el rey por estar ya cubierta la plaza; sí, en cambio, le nombra Profesor de música de su Real Cámara ‘en clase de voz’ con doce mil reales, que a efectos de jubilación le reconocen la fecha de 1 de junio de 1815, abonándole las mesadas atrasadas como había ocurrido con otros músicos que habían estado apartados por culpa de la invasión francesa; a lo que Ledesma regresa a Madrid en noviembre de ese mismo año a servir su plaza.
Todavía en Londres, Ledesma, que también había servido como músico de cámara en la casa de Benavente-Osuna,  envía una carta el 18 de julio de 1815 a la Duquesa-condesa, con la que debió enemistarse anteriormente de mala manera, pidiéndole perdón y solicitando su antiguo puesto:

Muy Señora mia: No habiendo olvidado nunca que hubo un tiempo en que V. E. me dispensaba su gracia, y que los hombres sin mundo obran a las veces de un modo contrario a sus intereses, no por maldad de su corazón sino por atolondramiento, ha llegado el tiempo en que conociendo que, yo no debia jamas haverme indispuesto con V. E. la suplique se digne volverme a su gracia y me permita ofrezca a sus Pies el destino de Musico de Camara con que S. M. me ha agraciado ultimamente como hasi mismo quanto dependa de mi para el agrado de V. E.

Pienso ponerme en camino por Paris para esa, luego que arregle mis cosas que siempre se tardaran un mes, ó mes y medio; si entre tanto quiere V. E. Dispensarme sus ordenes, tendra el mayor honor en cumplirlas su sego. servidor

			Q. S. P. B.

			Mariano de Ledesma

Pero la Duquesa-condesa de Benavente-Osuna, mujer de regio y fuerte carácter, le contesta con gran dignidad el 11 de agosto a Londres :	

Celebro qe. Vm. se halle con la satisfaccion de qe. el Rey N. S. le haya nombrado musico de su Rl. Camara; y aunque aprecio las ofertas qe. Vm. me hace, nada se me ofrece en qe. molestarle.

En febrero de 1816 queda vacante una plaza de contralto de la Real Capilla por la muerte del 1.º, un presbítero; Ledesma solicita encarecidamente al rey esta plaza arguyendo, entre otras cosas, lo poco que gana “mientras en Londres disfrutaba de ochenta mil reales anuales”. El Patriarca de las Indias (obispo que regía la Real Capilla) contrario a esta pretensión de Ledesma elabora un informe en el que dice:

“es costumbre avanzar en la plaza según se producen  las vacantes, con lo cual solo se queda libre la de 4.º contralto; debido a que antes (Ledesma) sirvió de tenor con crédito de su profesión y que su voz de tenor acontraltado se maneja mejor por la de contralto que por la de tenor que desempeña, y que por su habilidad y destreza se presta a cualquier examen, debido a los méritos anteriores y a tener plaza efectiva en la Real Cámara, se rebaja en este caso la oposición pública a un examen privado por la calidad de la cuerda a que aspira, y se le concede la 4.ª plaza de contralto”.

En agosto de ese mismo año, Ledesma solicita sin conseguirlo ser profesor de música de la reina, para lo cual presenta un informe del embajador en Londres, D. Pedro Ceballos Conde de Fernán Núñez, en el que se dice que:

“es reconocido generalmente por un eminente profesor, no sólo en la clase de música vocal sino también en la de compositor consumado, y de un gusto poco común. Su raro talento le ha granjeado la mayor consideración entre la más distinguida clase de esta corte. Goza de buena posición y fama”.

En 1817 compone Ledesma una de sus grandes obras por encargo del rey, los Responsorios de Reyes, magna obra que comprende ocho responsorios divididos en tres nocturnos, y en febrero de ese año compite con Ducassi, Maestro de la Encarnación, por la plaza de Maestro supernumerario de la Real Capilla por ausencias y enfermedades de José Lidón, Maestro titular, con el problema  de estar  nombrado  vice-maestro F. Federici. En una carta al Rey, Ledesma dice haberle presentado varias obras de su composición:

“sujetas a la censura de los distinguidos y célebres maestros de Europa. Encargado por V.M. de hacer el delicado y penoso trabajo de los Maitines de Reyes  no se ha podido tocar porque los copistas no quieren hacer las copias”.

En el dictamen para cubrir la plaza se informa:

“...Ledesma aunque es notoria la habilidad en su profesión, dudan si su composición para el canto eclesiástico (que necesita penetrar el sentido y la expresión de la letra) será conforme a lo que la Liturgia exige, y si podrá disonar a los presbíteros cantores el ser regidos en los destinos de sus plazas por un profesor que sirvió algunos años en el teatro”.

El rey no accede en ese momento a la solicitud de Ledesma, sin embargo más tarde,  el 29 de agosto, sería nombrado por Orden Real y en decreto especial Maestro supernumerario sin sueldo de la Real Capilla, sin abandonar las plazas anteriores.
Puede que en ese dictamen informativo anterior esté la clave de porqué Ledesma nunca compuso ópera. Parece evidente que el músico aragonés siempre pretendió conseguir la plaza de Maestro titular de la Real Capilla, uno de los puestos más prestigiosos y mejor pagados de la España de entonces, y su vinculación al teatro solo podría traerle problemas en este sentido.
El 4 de enero de 1818 accede a la plaza de contralto 3.º con un sueldo de catorce mil reales y este mismo año el infante don Francisco de Paula le nombra profesor de canto de su esposa, la infanta Luisa Carlota , a quién dedicaría más tarde la Colección de Quarenta ejercicios o estudios progresivos de vocalización.  En 1819 José Lidón comunica en un informe a Palacio que Ledesma está casado con la cómica Vicenta Laporta, la cual moriría poco más tarde sin dejar descendencia.
Ese año el músico aragonés compone una de sus más importantes obras y la que es el primer gran oratorio romántico de la música española, el Oficio y Misa de Difuntos  para las honras fúnebres de la Reina María Isabel de Braganza, segunda esposa de Fernando VII, que había muerto en Madrid el 26 de diciembre de 1818 a causa de un parto con cesárea, siendo enterrada, junto con la infanta, días después en El Escorial; componiendo también por este motivo la Canción Fúnebre a la grata memoria de la Reyna Doña María Isabel de Braganza.
El rey determina que las honras fúnebres se realicen el 1 y 2 de marzo de 1819 en la iglesia de San Francisco el Grande  y encarga la dirección y composición musical a Mariano Rodríguez de Ledesma, entonces Maestro supernumerario de la Real Capilla, que en dos meses compone esta magna obra que también causó admiración y asombro. Para su interpretación se utilizaron además de los cantantes e instrumentistas de la Real Capilla, unas 15 voces y 30 instrumentistas, otras 17 voces y 40 instrumentistas más según la lista existente de los músicos convidados que costaron 16.490 reales de vellón: en total más de 100 músicos. La obra necesita 4 solistas vocales, 2 coros (principal y de ripieno), coro de sochantres o salmistas gregorianos y orquesta con maderas y metales a cuatro (doblados) y timbal.
Cuando Rodríguez de Ledesma compone esta obra en 1819, llena de nuevas ideas románticas en el Oficio y basada la Misa en el Réquiem mozartiano, es un músico que ha vivido cinco años en Londres, donde ha conocido las sinfonías y oberturas de Beethoven y ha interpretado numerosas obras de Mozart y otros compositores alemanes importantes.
Tal impresión debió causar el Oficio y Misa de difuntos entre los asistentes que ese mismo año el rey le encarga también la dirección musical de las honras por las víctimas del 2 de mayo de 1808 que se celebraban en la Colegiata de San Isidro desde 1814, acto al que asistieron todos los músicos de la Real Capilla y Cámara contratándose también otros de fuera. En agosto de este 1819, a raíz de una indisposición de Carlos Marinelli por problemas de vista, solicita hacerse cargo de las funciones de la Real Cámara: “ensayar las voces, arreglar las piezas concertantes, y determinar el orden de las obras de música vocal que se ejecutan”, atendiéndose la solicitud “por ser un sujeto de acreditado mérito en su profesión”.
En marzo del año siguiente, 1820, Federici y Rodríguez de Ledesma se enfrentan ante la necesidad de sustituir definitivamente a Marinelli en la función de acompañar al piano en la Real Cámara. En este enfrentamiento el aragonés hace mención a su patriotismo y nacionalidad española frente al extranjero, a que sirvió en la guerra y llevó documentos secretos a Londres.
Ese año de 1820, el Consejo Municipal de Madrid, en uno de los primeros actos del trienio liberal, organiza las honras anuales en honor de las víctimas del 2 de Mayo con objeto de entregar las medallas y asignar las pensiones a los familiares de dichas víctimas; este magno acontecimiento lo oficia el cardenal primado de Toledo en la Catedral de San Isidro, asistiendo el rey muy a su pesar. El ayuntamiento encarga la dirección musical a Rodríguez de Ledesma “acompañado por 71 profesores vocales e instrumentales de los mejores que se conocen en esta corte. Se tocará una Misa de Réquiem  del Maestro Ledesma y en los intermedios sinfonías arregladas a las circunstancias”. Mitjana, como otros que le citan posteriormente, cree que Rodríguez de Ledesma compuso una Misa de Réquiem  expresamente para la función del 2 de mayo de 1820, hecho que no figura en ningún documento relativo a esa función, y al no hallarla la da por perdida.  Lo más probable es que la Misa de Réquiem que se interpretó en dicha función sea la misma que  el músico compusiera en 1819 para las honras fúnebres de la reina, obra magnífica de grandes proporciones; es poco probable que después de componer una obra de estas características abordara otra similar en menos de un año.
Días después de este acto en la catedral de San Isidro, Rodríguez de Ledesma presenta el presupuesto musical al ayuntamiento por un importe de 10.920 reales y este organismo lo devuelve argumentando que es demasiado caro con respecto a otro similar organizado en 1814 de 6.400 reales. El músico aragonés protesta airadamente; en una carta que envía al ayuntamiento manifiesta que le han encargado contratar a los mejores cantantes e instrumentistas de la corte y que los mejores cuestan ese dinero, que si no lo quieren pagar que no lo paguen pero que no organicen lo que no pueden costear. El ayuntamiento, indignado, decide al final pagar dicha suma, pero “a partir de ahora todas las próximas funciones religiosas se ejecutaran en órgano y canto llano por la escasez de fondos”.
A pesar de que años antes Rodríguez de Ledesma se había enemistado con la Duquesa-condesa de Benavente y ésta había rechazado el ofrecimiento del músico de volver a trabajar a sus órdenes, en 1820 encontramos al músico trabajando otra vez para la gran mecenas de la música que en 1821 le encarga la educación musical de su hijo mayor nombrándole maestro de música del Duque heredero.
También en 1821 se interpretan, por fin, sus Responsorios de Reyes y es nombrado por el rey miembro de la Academia Nacional de Ciencias y Bellas Artes, una corporación “a la cual no podían pertenecer más que 48 individuos de los que disfrutaban más opinión en todos los ramos del saber que abrazaba aquella institución”, lo que demuestra la reputación del músico aragonés ya que es el único músico nombrado para esta institución. En febrero de 1822, José Lidón, Maestro titular de la Real Capilla, pasa a Rodríguez de Ledesma a la voz de tenor “en atención a la falta de voces que hay en esta cuerda y por ser esta su voz natural”  y en junio de ese año, a pesar de la buena situación que disfruta en Madrid, solicita licencia por un año para ir a Londres por asuntos propios:

“...abandoné en Inglaterra algunos intereses, habiéndolos dejado al cuidado de un comisionado, pero no habiendo correspondido éste a la confianza que en él había depositado, y siendo necesario, para no sufrir una perdida que sería mucho más sensible en las circunstancias actuales, pasar a Londres con el objeto de hacer el arreglo final de lo que me pertenece”.

Esta licencia se le concede el 14 de julio y Rodríguez de Ledesma parte para Inglaterra por tercera vez.

### Tercera estancia en Inglaterra
Cuando al año siguiente se termina la licencia, el músico no regresa a Madrid bien porque no ha resuelto sus problemas o por miedo a la represión desatada por Fernando VII tras el trienio liberal; el rey, el 19 de noviembre de 1823, dicta una orden separándolo de sus destinos en Palacio “por adicto al sistema constitucional”.
Instalado de nuevo en la capital británica, Rodríguez de Ledesma se convierte en una de las personalidades más interesantes del exilio liberal español en Inglaterra; tras la excelente reputación adquirida durante su primer exilio, entre 1810 y 1814, su prestigio irá en aumento en esta tercera estancia londinense. El lunes 7 de agosto de 1826, la dirección de la Royal Academy of Music  formada por sir Georg Clert Bart, presidente, sir A. D. Barnard y sir John Murray Bart, nombran profesor de canto a Rodríguez de Ledesma en sustitución de Madame Bonini que dejaba el país; más adelante es nombrado director de la clase de canto, en la que figuraban otros profesores como Liverati y Crivelli. Una de las actividades que realizaba esta Academia, donde estaba también de profesor el célebre flautista español José María del Carmen Ribas, era la de montar óperas de representación pública con sus alumnos; no sería extraño, pues, que Rodríguez de Ledesma estuviera involucrado en ello, aunque no existe documentación al respecto.
En Londres tiene oportunidad de conocer la obra de C. M. Von Weber y el nuevo movimiento romántico que está surgiendo en Europa, cuya influencia  dejará una profunda huella en sus grandes composiciones sinfónico-corales posteriores donde culminará el estilo emprendido tiempo atrás en esta nueva estética romántica. Mitjana sugiere, y no es descabellado, que pudo conocer personalmente al compositor alemán, pues este fue alojado por sir G. Smart, compositor inglés y profesor de la Royal Academy como el músico aragonés, y asistir al estreno londinense de Der freischütz y al posterior estreno de Oberon.
Son años estos, también, de numerosos conciertos en beneficio de los exiliados liberales españoles  y de la apoteósica presentación en Londres en junio de 1825, antes de su viaje a América, de Manuel García y su hija María Malibran, amigos del músico aragonés. Otros músicos españoles, como J. M. Gomis y S. de Masarnau, también pasan por Londres y contactan con Rodríguez de Ledesma, pero parece ser que surgen fricciones entre ellos. J. M. Gomis estrena su cantata L’invierno en la capital británica el 23 de abril de 1827 en el 5.º concierto de la temporada de la Philarmonic Society junto a la 5.º sinfonía de Beethoven y otras obras de Mozart, Haydn, Rossini y Weber.
La actividad de Rodríguez de Ledesma en Londres debió ser intensa, sobre todo, como profesor de canto, dedicando especial atención a los géneros vocales de salón como había hecho años antes otro compatriota, Fernando Sor; las ariettas y canzonettas  italianas eran uno de los géneros preferidos de los salones londinenses y los compositores españoles escribieron diversos grupos de este tipo de piezas. En la British Library se encuentran casi todas estas obras compuestas por Rodríguez de Ledesma con diferentes denominaciones: arietta, ariette, arietts, ariettes, canzonetta, notturnos, todas en italiano a una y varias voces con acompañamiento de piano, la gran mayoría de ellas sobre textos de Metastasio; obras que fueron  publicadas en Londres entre 1823 y 1833.  
En 1827 Rodríguez de Ledesma pide un nuevo pasaporte a la embajada española en Londres con intención de realizar un viaje a Bruselas; enterado el rey, ordena hacer un informe acerca de la conducta política en Londres del músico. En una reseña biográfica sobre Ledesma publicada en la Gaceta Musical después de su muerte se dice que:

“en 1827 hizo un viaje de recreo a Sajonia, estuvo en Dresde, en donde fue invitado y rogado para que admitiese la plaza de maestro compositor, que por fallecimiento dejaba el célebre Weber”.

Datos que no se han podido verificar. Según un documento de la policía francesa , Rodríguez de Ledesma llega a Calais el 14 de agosto de 1828 con destino a Boulogne; el pasaporte está expedido por la embajada de España en Londres, el visado lo ha obtenido el día anterior en la embajada de Francia de la misma ciudad y figura como profesor de música.
Es en este viaje, según el propio Rodríguez de Ledesma, que Rossini (entonces inspector general del Conservatorio parisino) lo propone  para dirigir la clase de vocalización del Conservatorio de Música de París “ofreciéndole triplicado sueldo que el que disfrutan los que dirigen clases en este Conservatorio”,  pero el músico aragonés no acepta la plaza por hallarse más ventajosamente establecido en Londres. Y también es durante estos años de profesor que seguramente Rodríguez de Ledesma concibe y escribe la Colección de Quarenta ejercicios o estudios progresivos de vocalización con algunas observaciones sobre el canto y la parte orgánica y material de la voz dedicada a la infanta Luisa Carlota. El autor comenta en el prólogo de la obra:

“Desde que la Ilustre junta de govierno de la Real Academia de Música de Londres me honró nombrándome Profesor de este Real Establecimiento, confiándome la dirección de una de las clases de Canto de él, me pareció necesario poner por escrito los elementos y progresos del arte del canto para el uso de mis discípulos dándoles de este modo un conjunto sistemático conforme a los principios que muchos años de esperiencia me han hecho ver que son útiles, los cuales puedo considerar esclusivamente como el fruto de mis observaciones sobre este ramo en el discurso de mi carrera,(...). A solicitud de mis discípulos me he resuelto a publicar este corto trabajo,(...). No ha faltado quien me excite a escribir un Metodo de Canto; pero como mis ideas para emprender una obra de esta naturaleza difieren mucho de sus deseos, me he reducido solamente a formar estos exercicios. El hacer un metodo general de canto que pueda llamarse exactamente tal con justicia, casi toca lo imposible...”.

Esta obra fue publicada hacia 1827-28 en París por Launer, Richaut y Schlesinger  en edición bilingüe español-francés y hacia 1830-31 en Londres por S. Chapell  en edición bilingüe inglés-francés, anunciándose su venta en algunas revistas musicales importantes de París y Londres en 1831. La lista de suscriptores que figura en la primera página de esta edición inglesa está encabezada por la Duquesa de Kent y entre otros muchos figuran los españoles: Mujer de Cea Bermúdez, B. Iraizoz, embajador español, Orense y Dña. Juliana de Medina y Córdova.
El 13 de abril de 1830, Rodríguez de Ledesma envía una solicitud desde Londres para presentarse a las oposiciones de Maestro de la Real Capilla que se habían convocado ese año, solicitud que es rechazada por hallarse fuera de la península; entonces, a través de un tal Juan Vilela, presenta otra instancia en la que dice hallarse en camino para realizar la oposición, pero  este viaje a España no lo llega a realizar en 1830 sino en 1834 y las oposiciones las gana Francisco Andreví.
Entre la poca correspondencia privada que se conserva de Rodríguez de Ledesma está una carta  que envía desde Londres a su amigo Manuel García, que entonces vivía en la calle de Trois Frères n.º 9 de París, el 22 de junio de 1830. En ella le dice que piensa ir a París en agosto; le pregunta por la salud de Pepe León (compositor y violinista) , que se hallaba en ese momento en París; reseña la calle donde vive en Londres (Charlotte Street 6, inmediata a Portland Place) y adjunta un extenso y divertidísimo cuento en verso dirigido a Paulina García, la hija pequeña que más tarde tomaría el nombre de Paulina Viardot y que entonces tenía 9 años:

Paulina de mis entrañas

Dicen que te has enfadado

Con esta alcachofa frita

Que es tu amigo Mariano.

Por Dios niña no te enfades,

Que te lo estoy suplicando

Puesto delante de ti,

De rodillas y llorando.

¿Quieres que te cuente un cuento?

Dame luego pues la mano,

Dime que somos amigos,

Que todo ya se ha acabado,

Y entonces con mucho gusto

Voy desde luego a contarlo.

(sigue un largo cuento que termina con los siguientes versos)
Además, que hay una niña

Que en París está cantando

En la calle des trois frères

Unos cánones muy guapos

Que nos pidió por favor

Cuando por allí pasamos,

Que jamás en nuestras danzas

Usaremos de zapatos,

Porque suelen resbalar

Los pies, cuando están calzados.

Y hay (sic) tienes Paulina hermosa

Todo mi cuento acabado.

Espero que me dispenses

Por haber sido tan largo;

Y manda cuanto gustes

A el alcachofa Mariano.

Londres veinte y dos de junio

Ya sabes que es de este año

De mil ochocientos treinta,

Que hace un pésimo verano.

En Charlotte Street yo vivo,

A Portland Place inmediato,

Número seis en la puerta

De la casa que habitamos.

A Dios Pauline, vida mía,

Nuestro enfado se ha acabado;

Y en llegando el mes de agosto

Te he de dar dos mil abrazos.

### Regreso definitivo a España
Se supone que hasta 1834 Rodríguez de Ledesma, al margen de viajes esporádicos, vivió de manera estable en Londres. Ya de camino a España ese año, el músico se ve obligado a permanecer en París a causa del embarazo de su esposa, dirigiendo una carta a la reina regente el 7 de junio en la que expone sus méritos adquiridos en Londres y dice:

“Al advenimiento al trono de su hija me apresuré a ponerme en camino con mi esposa española en cinta. La circunstancia del alumbramiento de ésta y su grave enfermedad consecuencia de él, que está padeciendo hace cinco meses, han imposibilitado, e imposibilita al exponente, de realizar su vivo anhelo de presentarse y ofrecerle sus servicios. Suple por lo tanto en el modo que puede a este deber dirigiendo a V. M.  esta reverente exposición. Humildemente suplica: se digne reponerle en los destinos que tuvo la honra de desempeñar en la Real Capilla y Cámara”.

Rodríguez de Ledesma se refiere en esta carta a su segunda esposa Damiana Bachiller que moriría en París poco después de dar a luz un hijo, Mariano Salvador, que se dedicó a la carrera militar. En noviembre de ese año llega, por fin, a Madrid sin que su petición sea cumplida. En febrero de 1835 ofrece a S.M. una Sinfonía a toda orquesta, que acaba de componer en 1834, rogando se digne permitir que la dedique a la reina Isabel II. Este ruego es complacido y así se expresa posteriormente, pero existe la duda de que la Sinfonía fuese entregada ya que no hay ningún documento en Palacio que lo acredite ni está tal obra en el Archivo General ni en la biblioteca. El 30 de agosto de ese año está fechada otra de sus importantes obras, la Misa grande en Re menor, para cuatro solistas, coro y orquesta (maderas a 2, cuatro Trompas, dos Clarines, tres Trombones, Oficleide, Timbales y Cuerda) conservada en el legado de la infanta Carlota. Ese mismo año recibe el nombramiento de adicto facultativo del Conservatorio de Música y Declamación de Madrid, encargándole el ministro de la Gobernación, Moscoso de Altamira, estudios sobre las mejoras en la administración y en la parte artística que se podrían hacer en el Conservatorio de María Cristina. El 30 de noviembre solicita nuevamente ser repuesto en sus antiguos puestos en una patética carta, haciendo gala de su postura liberal, y argumentando

“ser padre de familia que tiene que sustentarla y sustentarse, pues de otro modo se verá en la dura necesidad de irse a vivir a un pueblo pequeño en donde las necesidades de la vida sean menos costosas, con el sentimiento de verse humillado un profesor que se ha distinguido por su aplicación”.

Al año siguiente, 1836, a raíz del extraño cese de F. Andreví como Maestro de la Real Capilla (en realidad huye de Madrid por su filiación carlista), es nombrado a su vez Rodríguez de Ledesma el 7 de junio, sin pruebas de oposición y debido a sus méritos, Maestro Director de música de la misma con veinte mil reales de sueldo anual, tomando posesión al día siguiente. Esta etapa de Maestro de la Real Capilla del músico aragonés estará marcada por una lucha constante contra los recortes presupuestarios sucesivos que diezmarán esta Real Capilla poco a poco hasta llevarla a una lamentable decadencia; por el contrario será la época de mayor esplendor en la labor creativa de Rodríguez de Ledesma componiendo no solo música religiosa, su mayor producción, sino también para el concierto y para el baile de Palacio. Los efectivos que se encuentra en la Real Capilla al tomar posesión constan de:

“dos Tiples (castrati), dos Contraltos, dos Tenores, y dos Bajos; dos primeros Violines, dos segundos Violines, una Viola, un Oboe, dos Clarinetes, una Flauta, un Fagot, un Violoncello, un Contrabajo, un Organista, un ayudante de organista, y dos Trompas”.

Dotación de voces e instrumentos que fue decretada en octubre de 1834, pudiendo contratar para las grandes solemnidades músicos de fuera. Una de las primeras medidas que toma al mes siguiente de su nombramiento es pedir que se ceda a los músicos de la Real Capilla para su uso los instrumentos de primer orden que hay en Palacio pertenecientes a la infanta María Luisa Fernanda. Así la petición inicial de tres Violonchelos y un Contrabajo se convierte en una inspección que saca a la luz un número mayor de instrumentos abandonados en dependencias palaciegas: “un Contrabajo con muelles de afinar en la cabeza, dos Violoncellos en dos cajas con sus arcos, un Violoncello sin caja ni arco, cinco Violines en tres cajas, dos de ellos con arco, un Violín sin caja y dos Timbales”.
1837 será un año de gran creatividad para el músico aragonés. Entre otras obras compone el Salmo 3.º de Nona para la Ascensión,  para 5 solistas, coro y orquesta, y durante el verano las magistrales Lamentaciones de Miércoles y Jueves Santo, para 4 solistas, coro y orquesta. Es nombrado maestro de los infantes e infantas, hijos de S.A.R. Francisco de Paula y Luisa Carlota; vicepresidente, junto a Pedro Albéniz, de la  5.ª sección (de Música) del Liceo Artístico y Literario de Madrid, nombrándole presidente en la siguiente junta, y presidente del comité Lírico de los Teatros de Madrid junto a músicos como Carnicer, Francisco Quijano Villalba, Reart, Gallego y Saldoni. Sin embargo, a finales de ese año la reina Regente dicta la orden que entraría en vigor en 1838 y que supondría el inicio de la decadencia de la Real Capilla:

“...todas la funciones de la R. C. Música se harán con solo los individuos que hay en ella, debiendo arreglarse a esa plantilla todas las obras de música”.

A pesar de este penoso recorte presupuestario su prestigio es reconocido, distinguiéndole S.M. con la Cruz de Caballero de la Real Orden Americana de Isabel la Católica el 3 de diciembre de 1838.
En marzo de 1839 Rodríguez de Ledesma dirige una carta a la reina Regente protestando por la situación de la Real Capilla:

“Cuando empecé a servir mi destino el año 1836, se me dijo en Mayordomía Mayor que para las grandes solemnidades de la R. Capilla hiciese presente los individuos que de fuera de ella pudiera necesitar para la mejor ejecución de las obras que se ejecutan en ciertas solemnidades, y que V.M. me concedería lo necesario para obtenerlos. Así sucedió hasta el punto, que en la Semana Santa y Pascua de Resurrección del año 1837, V.M. me concedió el poder convidar a 18 individuos de fuera de la R. Capilla. En dicha Semana Santa observé que V.M. se había dignado asistir a la tribuna a la hora de Maitines en la que se ejecutan las Lamentaciones, y desde luego me propuse escribir todas las del Miércoles y Jueves Santo para el año siguiente de 1838, y en el verano de 37 emprendí y concluí seis particiones de esta clase de trabajo árido y severo para poner en Música con acierto y buenos resultados artísticos por la clase de conceptos que encierran las palabras. Cuando escribí hice uso de los medios que por la bondad de V.M. estaban a mi alcance, pero habiéndose comunicado a fines de 1837 una orden para que todas las funciones de la R. Capilla Música se hicieren con solo los individuos  que había en ella, me abstube de dar mis seis particiones en la Semana Santa de 1838, porque con solo los que había no podían ser ejecutadas, ni tener efecto alguno, y desde luego traté de reducir mis composiciones a menor número. Así lo he hecho Señora, pero a pesar de haberlas reducido todo lo posible, no pueden tener buen efecto por falta de algunos instrumentos como son, dos trompas, dos clarines a pistón, un oficleide, una segunda viola, un segundo oboe, y una voz, que son ocho individuos a quienes con mil reales podría yo satisfacer para las varias asistencias que tendrían en toda la Semana Santa de este año de 1839; y para poderlos convidar. (...) me conceda esta nueva gracia para presentarla en el Miércoles y Jueves Santo de este año una obra que aunque árida y severa en el género de la música sacra, confío haber llenado los deberes de un artista estudioso que emplea todo su conato en hacer cuanto está a su alcance, (...)”.

A raíz de esta carta, la reina ordena un informe “sobre el estado actual y las necesidades de la R. Capilla”, y en dicho informe, entre otras cosas, el músico realiza una exhaustiva exposición de los diferentes significados que tienen las voces y los instrumentos tanto en la música religiosa y como en la profana; el problema de la voz de contralto en los hombres “algo contra-natural, es escasa y generalmente endeble”; las diferencias, dentro de las voces agudas, entre los castrati, niños colegiales y mujeres:

“Los tiples debieron ser mujeres, pero no habiendo sido así, lo han sido castrados, por la razón de que su voz es duradera para toda la vida, pero los colegiales aunque necesarios e indispensables en la Capilla, (...), no pueden ser tiples...”

y la necesidad indispensable de contar con determinados instrumentos. La reina resuelve ordenando contratar aumentos cuando se necesiten y dejar la ampliación para “épocas de menos penuria”. Rodríguez de Ledesma, por fin, puede interpretar en la Semana Santa de 1839 las Lamentaciones  que había compuesto dos años antes, pudiendo en los años sucesivos contratar los aumentos necesarios para seguir reponiéndolas al menos hasta 1844. A finales de 1839, con 60 años, contrae nuevo matrimonio con Ana María del Carmen López, hija mayor de D. José Venancio López, primer Contrabajo de la Real Capilla, y alumna interna que fue del Real Conservatorio de Música, naciendo al año siguiente una niña de nombre Julia Sofía Rosa.

### Últimos años
A partir de 1840 comienzan a agravarse los problemas de salud que habían comenzado en 1820, diagnosticándole el médico “debilidad nerviosa particularmente en el sistema digestivo”. Al año siguiente el diagnóstico es más grave: “Hipocondría (entonces afección típica del romanticismo, llamada ‘enfermedad del espíritu’). Vértigos, ansiedad, tristeza profunda, abatimiento general tanto en lo físico como en lo moral, vida sedentaria y próxima a la soledad”, recetándole los médicos para combatir estos males tomar aguas en diferentes balnearios. En 1842 Rodríguez de Ledesma notifica a sus superiores la necesidad de habilitar un lugar adecuado “para conservar y custodiar las partituras, instrumentos y otros útiles del archivo de la Real Capilla, pues se están deteriorando”, lo que consigue después de algunas disputas. Ese año compone el Stabat Mater para cinco voces y pequeña orquesta y completa las Nonas de la Ascensión con una Introducción y el Salmo 1.º de Nona. En 1843, también a instancias suyas, la contaduría de Palacio propone asignar un gasto fijo a la Real Capilla, treinta reales por servicio, para aumentos de músicos, determinando con anterioridad las solemnidades necesarias; esta formalidad se autoriza en agosto de ese año con la asignación de 5.760 reales anuales. Y ese mismo año termina su serie de Lamentaciones componiendo las pertenecientes a Viernes Santo, interpretándose todas ellas en la Semana Santa de ese año. Días después, en la revista musical Anfión Matritense se dice:

“El Viernes Santo se ejecutaron en la Real Capilla Las Siete palabras de Haydn. Igualmente tuvieron lugar el Miércoles, Jueves y Viernes Santo las magníficas Lamentaciones del Sr. Ledesma, Maestro de la misma Capilla. Las del Miércoles y Jueves se habían cantado ya el año pasado, habiendo compuesto dicho Sr. tres Lamentaciones nuevas en el presente que fueron las que se cantaron el Viernes. En todas ellas sobresale notablemente el carácter religioso, propio de esta clase de composiciones y que con tanto tino sabe desempeñar el Sr. Ledesma. La ejecución dio lugar a que se luciesen el Sr. Cajiola en la 1.ª del Miércoles, y el Sr. Reguer en la 1.ª del Jueves”.

El protagonismo absoluto de la ópera extranjera y la tendencia en exclusiva al estilo italiano que la mayoría de los compositores españoles del momento tienen, van alejando poco a poco a Rodríguez de Ledesma, más proclive hacia el  romanticismo alemán,  de toda actividad social y musical que no fuera la de Palacio. Aunque su música es apreciada y valorada no cuenta apenas en el ambiente musical; su producción es básicamente música religiosa y ésta, aunque considerada arte supremo, interesa poco al gran público o le es totalmente indiferente; Rodríguez de Ledesma es un músico al margen de lo que sucede en España en esos momentos y quizás esta situación tiene mucho que ver con la hipocondría que padeció, a fin de cuentas una neurosis de mala adaptación a la realidad. En una pequeña nota de La Iberia musical y literaria correspondiente al domingo 7 de abril de 1844 referente a la interpretación en la Real Capilla de las Lamentaciones de Rodríguez de Ledesma  y Las siete palabras  de Haydn, se dice: “...cuyo desempeño ha satisfecho a los inteligentes”.
No es de extrañar, por tanto, que en estas circunstancias se sintiera aislado, incomprendido o minusvalorado y se fuera acentuando su hipocondría. En este año de 1844 compone la que quizá es su última gran obra, la austera y sobria Misa de Cuaresma, para 4 solistas vocales, coro y fagot, ya que no hay indicios, por ahora, de que posteriormente compusiese alguna obra más. En junio el médico comunica a Palacio:

“...hace tres meses que está padeciendo una afección hipocondríaca que le ha trastornado, y para su curación necesita salir de Madrid a cambiar de aires y aguas”.

Y en abril de 1845:

“Rodríguez de Ledesma fue acometido en febrero del año pasado de un accidente apoplético de cuyas resultas quedó con tartamudez en la lengua y torpeza en los movimientos musculares. Fue a su país nativo a cambiar de aires y aguas con lo que se portó algunas ventajas, pero habiéndose manifestado en marzo pasado nuevos síntomas, hemos dispuesto vuelva este año por tres meses”.

A la vuelta de este viaje a Aragón continúa enfermo de nervios y no puede asistir a la Real Capilla. En 1846 persiste la gravedad de su enfermedad:

“...padece más de dos años una hemiplejía o parálisis incompleta de la mitad del cuerpo con entorpecimiento de las facultades intelectuales de resultas de los amagos de accidentes apopléticos que repetidas veces ha sufrido”.

siendo sustituido en la Real Capilla por Hilarión Eslava que ya ejercía de Maestro supernumerario.
En diciembre, el Patriarca de las Indias comunica a la reina que:

“Rodríguez de Ledesma se halla imposibilitado para seguir desempeñando sus funciones de Maestro de la Real Capilla no solo por su avanzada edad, sino por sus dolencias, las que hace ya cerca de dos años le tienen en una grande postración y enajenación mental, sin ofrecer posibilidad alguna de volver a desempeñar sus funciones”.

En enero de 1847 un último informe médico dice:

“...padece hace muchos años de una irritación crónica del hígado, (...), además existe una hemiplejía del lado derecho ..., que llegan a constituir apoplejías leves, cuyas resultas, además de la parálisis, han sido el trastorno de las funciones sensoriales, la debilidad de las ideas, y aún hasta la imposibilidad de formar juicios, siendo en nuestro entender incurable dicho estado y mucho más a los 69 (!) años en que se halla el paciente. Declaramos que se encuentra totalmente imposibilitado para el desempeño de su destino”.

Así en febrero se comunica al músico que S. M. ha decidido jubilarle, concediéndole un retiro de 13.161 reales y 24 maravedís por 32 años, 10 meses y 26 días de servicios; poco después muere Mariano Rodríguez de Ledesma a los 67 años siendo enterrado en el cementerio de San Isidro. Según Mitjana y algunos documentos de Palacio su muerte fue el 28 de marzo; en otro documento posterior, también de Palacio, relativo a la pensión de viudedad de su mujer se dice que ha muerto el 29; y en la partida de defunción: el 31 de marzo, a la edad de 66 (!) años, de apoplejía. En realidad, parece ser que murió en la noche del 28 al 29 de marzo.

## Obra
Mariano Rodríguez de Ledesma compuso música vocal (canciones, arietas, música profana de concierto para voces y orquesta, música religiosa) e instrumental (de salón, para el baile, Oberturas), pero su mayor producción, su gran aportación a la música española y donde verdaderamente destaca su mérito, es en la música sinfónico-coral de carácter religioso, donde sus obras alcanzan cimas comparables a lo que se realizaba en el resto de Europa. Como dice Mitjana “es acreedor..., a ocupar un lugar preeminente en la historia de nuestra música religiosa”.
Si tenía excepcionales dotes para el tratamiento de las voces, lógicamente por su pasado como cantante y profesor de canto, no es menos excepcional su tratamiento orquestal, en muchas obras verdadero protagonista. Su música posee un lirismo vocal que, frecuentemente, deja paso a un gran dramatismo no solo en el tratamiento de las voces sino en el instrumental. Este estilo lleno de efectos orquestales algunas veces más dignos de un foso operístico que de una composición sacra, problema común a la mayor parte de las obras religiosas del momento no solo en España sino en Europa, responde también a la tradición, que aún perduraba en la música religiosa, del simbolismo sonoro con respecto al texto; y seguramente, además, durante sus estancias londinenses  Rodríguez de Ledesma tuvo ocasión de escuchar la música de Händel y de él aprendería efectos de orquestación que otros músicos españoles contemporáneos ignoraban. En el tratamiento vocal, al utilizar para la música sacra exclusivamente voces masculinas, que era lo obligado, los registros correspondientes a soprano y contralto son diferentes a los usuales para voces femeninas: los sopranos están pensados para castrati, y los  contraltos para una tesitura amplia de tenor acontraltado, como era el propio Rodríguez de Ledesma.
Uno de los aspectos más importantes de su música es su riqueza armónica: la frecuente utilización de resoluciones excepcionales de acordes de séptima, novena, sextas aumentadas, disminuidos; apoyaturas expresivas, retardos sin resolver; las continuas modulaciones hacia las tonalidades más lejanas, o el empleo variadísimo de la cadencia andaluza y las armonías típicamente españolas hacen de su música un caso único en la España del XIX y lo alejan de la tendencia italianizante que la música española sufre en esta primera mitad de siglo, lo cual desgraciadamente supone un aislamiento.
La música de Rodríguez de Ledesma se puede dividir en dos grandes períodos: el primero iría hasta su tercera estancia en Londres y el segundo a partir de 1834, año de su definitivo regreso a España.
En el primer período está presente no solo la educación adquirida con García Fajer y Gil Palomar en Zaragoza (tanto el nuevo estilo italiano como la escuela española contrapuntística) sino que se familiariza también con el repertorio tonadillero y la música andaluza durante el tiempo que trabaja en Sevilla y en el Teatro de la Cruz de Madrid; sin embargo, el conocimiento de Haydn (el músico más interpretado en la España de entonces) y Mozart (principalmente el Réquiem) va cambiando poco a poco el estilo de sus obras, completando su formación con el conocimiento de otros músicos europeos durante sus estancias londinenses. Durante este período compone Canciones, Arietas y Nocturnos para 1, 2 y 3 voces con acompañamiento de piano, arpa o guitarra, música instrumental de salón para flauta y piano, Oberturas para orquesta y algunas importantes obras de música religiosa: Misas, el Responsorio de Maitines de Reyes y  el Oficio y Misa de Difuntos.
Si bien la obra cancionística de Rodríguez de Ledesma es poco cuantitativa, responde al juicio de Mitjana: “se trata de un compositor romántico que, sin perder nada de su originalidad nacional, se orienta hacia nuevos horizontes y sabe aprovechar las novedades introducidas en el arte por los maestros alemanes”. El estilo de las canciones de Rodríguez de Ledesma está en la línea de las de Federico Moretti, Manuel Rücker, Esteban Moreno y algunas piezas de Carnicer, que evidencian el conocimiento de las romanzas y los lieder  europeos tanto como la ópera italiana, huyendo de la estética populista que entonces se practicaba en España en boleras, tiranas y canciones andaluzas.
De este período es la poca música de cámara que compuso. Son obras para flauta y piano y unos valses para piano solo. Entre las obras de flauta y piano hay dos Divertimentos marciales en tres movimientos que oscilan entre la música de salón y la sonata instrumental predominante en la época y que muy bien describe el Allgemeine Musikalische Zeitung: “una acentuación melódica y cantable sobre la rítmica, una moderación temporal que no requiere excesiva energía, una blandura de carácter que suaviza la intensidad expresiva, un cierto conformismo formal y armónico”; y en otro número: “el primero de estos ‘divertissements’ en el n°44 de junio de 1815 descrito con precisión y concienzudamente evaluado.  Este segundo es semejante a aquel, solo que aquí la flauta tiene mayor ocupación”. También esta revista le dedicaría atención a las otras obras para flauta y piano que, más breves, están basadas en danzas españolas.
De las Oberturas la única conocida de esta época es la titulada La Jeunesse, obra con una introducción de carácter beethoveniano pero de mayor influencia italiana, tanto en la orquestación como en el estilo, con sus clásicos tiempos lento-rápido en un solo movimiento, aunque en la elaboración armónica ya se percibe un intento de ir más lejos que las simples armonías de sus modelos y se acerca al mundo armónico centro-europeo.
Las dos grandes obras de este período, de carácter religioso, son los Responsorios de Reyes (obra muy admirada por Eslava) compuestos por encargo expreso de Fernando VII en 1817 para los maitines de la Epifanía y el magno Oficio y Misa de Difuntos de 1819. Estas obras, sobre todo la segunda, suponen un hito importante en Rodríguez de Ledesma y en la música española por el cambio de estilo (se aleja del italianismo  acercándose ya a Haydn, Mozart y el nuevo romanticismo), la utilización instrumental (con cuatro solistas vocales, coro y gran orquesta en la línea del oratorio centro europeo) y la elaboración armónica y formal (una gran variedad de tonalidades, tiempos y estructuras).
El segundo período está marcado por la dedicación casi en exclusiva a la Real Capilla y supone un cambio considerable de actitud con la etapa anterior. Abandona la composición de canciones y, exceptuando algunas tandas de Rigodones y Valses para los bailes de Palacio y una Sinfonía de 1835 dedicada a Isabel II en la línea de las oberturas del primer período, compone solo música religiosa. De esta etapa son sus obras sacras más importantes en las cuales pone en práctica las nuevas ideas románticas.
Todas las obras de este período están caracterizadas por una rica paleta orquestal llena de efectos coloristas (que Mitjana no duda en atribuir a la influencia de Weber si bien con sello personal, aunque también es evidente la influencia de Rossini), por una gran fuerza expresiva producto de la riqueza armónica y por el abandono de las formas clásicas, siguiendo frecuentemente la que dicta el texto religioso. La influencia romántica se aprecia también en la importancia que Rodríguez de Ledesma concede a los instrumentos de viento y, sobre todo, en su peculiar visión de la función de la orquesta en el contexto de la obra, en muchas ocasiones verdadera protagonista, lo cual le distingue de los maestros italianos y le coloca en una posición única en comparación con los compositores españoles contemporáneos.
Entre las obras que destacan en este período están varias Misas, Motetes, la Nona de la Ascensión, el Stabat Mater y las famosas Lamentaciones del Miércoles, Jueves, y Viernes  Santo.  Esta última obra, monumental oratorio para 4 solistas vocales, coro y orquesta, ha sido la que ha cimentado la fama de Rodríguez de Ledesma como uno de los mejores compositores del siglo XIX español, sobre todo por su capacidad en la orquestación y maestría en el tratamiento armónico. Lo que más destaca en ellas es, aparte de la gran riqueza armónica y la magistral orquestación, la abundancia de ideas y figuras musicales empleadas para traducir las figuras poéticas del texto.
Otra obra en esta línea de gran oratorio y de características armónicas, instrumentales y formales similares a las Lamentaciones (a pesar del juicio de Mitjana: “muy apreciada en su tiempo, aunque hoy resulta algo anticuada” ) es la Nona de la Ascensión,  que comprende una introducción y los salmos primero y tercero. Como ocurre también con las Lamentaciones, fue compuesta en diferentes años: el tercer Salmo en 1837 y la introducción y el primer salmo en 1842. El Salmo 3.º de Nona  fue incluido por Eslava en la Lira Sacro-Hispana. Eslava afirma  que el estilo de Rodríguez de Ledesma era de gran efecto, influido en ocasiones por la música teatral (?) y le achaca un excesivo protagonismo de la orquesta en detrimento de las voces que se convierten en acompañantes; aun así, no duda en calificarlo de gran talento.
Sin entrar en valoraciones o juicios sobre que obra es más importante que las demás, sí se puede establecer un grupo entre las conocidas que formarían la cumbre de la producción de Rodríguez de Ledesma. Estas serían: Responsorios de Reyes (1817), Oficio y Misa de difuntos (1819), Misa Grande en Re m (1835), Nona de la Ascensión (1837-42) y Lamentaciones del Miércoles, Jueves, y Viernes  Santo (1837-43) obras todas que responden al concepto de obras grandes que todo maestro de capilla tenía que componer. Otras obras, menores formalmente pero no menos importantes musicalmente, son: las Completas a 4, el Stabat Mater y su última obra Misa de Cuaresma.

## Catálogo de obras
La catalogación y numeración de las obras de Rodríguez de Ledesma fue realizada por el musicólogo Tomás Garrido como trabajo de D.E.A. en la Universidad Complutense de Madrid.
RL: corresponde a la catalogación moderna de las obras

s.a.: sin año

### Obras vocales

#### Música religiosa

##### Obras para la misa
Misa a 4 con ripieno en Re M, 1816?, RL 1

Misa a 4 breve en Sib M, 1818, RL 2

Misa de difuntos, 1819, RL 3

Misa a grande orquesta, 1835, RL 4
  
Misa a cuatro a pequeña orquesta en Do M, 1836, RL 5

Misa a 4 en Sol M, 1838, RL 6

Misa de Cuaresma, 1844, RL 7

Benedictus a 4, 1819, RL 8

Benedictus, (s.a.), RL 9

##### Obras para el oficio
Completas a 4 con ripieno a pequeña orquesta, 1839, RL 10

Primera Lamentación del Miércoles Santo, 1838, RL 11

Segunda Lamentación del Miércoles Santo, 1838. RL 12

Tercera Lamentación del Miércoles Santo, 1838, RL 13

Primera Lamentación del Jueves Santo, 1838, RL 14

Segunda Lamentación del Jueves Santo, 1838, RL 15

Tercera Lamentación del Jueves Santo, 1838, RL 16

Primera Lamentación del Viernes Santo, 1843, RL 17

Segunda Lamentación del Viernes Santo, 1843, RL 18

Tercera Lamentación del Viernes Santo, 1843, RL 19

Libera me Domine, (s.a.), RL 20

Nona de la Ascensión, 1837-1842, RL 21

Oficio de difuntos, 1819, RL22

Parce mihi, 1819, RL 23

Responsorio de reyes, 1817, RL 24
 
Salve a 4 y a 8, 1818, RL 25

Stabat mater, 1823, RL 26

Stabat mater a 5 voces, 1842, RL 27

##### Obras en lengua vulgar
O! Admirable sacramento a 4, 1836, RL 28

O! Admirable sacramento a 5, 1836, RL 29

#### Canciones

##### En español
Canción fúnebre, (s.a.,1819?), RL 30

Los cantos del trovador, (s.a., 1809?), RL 31

Delio a la ausencia de su amada Nise (Nach Nise’s abschied), (s.a., 1810?), RL 32

O sí o no (Ja und nein), (s.a., 1810?), RL 33

El pescador (Der Fischer), (s.a., 1810?), RL 34

El pescador (Der Fischer, (s.a., 1814?), RL 35

La persuasión, s.a., 1831?), RL 36
	
El propósito inútil (Eitler Vorsatz), (s.a., 1810?), RL 37

Las señas de amor, (s.a.), RL 38
 
El sueño de mi amor (Liebchens Schlaf), (s.a., 1810?), RL 39

Ya tengo dueño (Schon Versagt), (s.a., 1810?), RL 40

##### En italiano
Amo te solo, te solo amai, (s.a., 1825?), RL 41

Aria e vocalizzio, (s.a., 1827?), RL 42

Il capriccio (Der Entschluss), (s.a., 1815?), RL 43

Ch’io mai vi possa, (s.a., 1825?), RL 44

Clori mia bella Clori, (s.a., 1815?), RL 45

Da quel sembiante appresi, (s.a., 1825?), RL 46

Dov’e il mio bene, (s.a.,1825?), RL 47

Un fanciullin tiranno, (s.a., 1815?), RL 48

La felicità (Der Glückliche), (s.a., 1815?), RL 49

In te spero o sposo amato, (s.a., 1825?), RL 50

La nebbia, (s.a., 1815?), RL 51

Pensiero, (s.a., 1826?), RL 52

Più non si trovano fra mille amanti, (s.a., 1825?), RL 53

Se mai turbo il tuo riposo, (s.a., 1825?), RL 54

Se tenero seme, (s.a., 1815?), RL 55

Tarde s’avvede d’un tradimento, (s.a., 1825?), RL 56

Three italian arietts, (s.a., 1822?), RL 57

Three italian notturnos for two voices, (s.a., 1830?), RL 58

Trova un sol mia bella Clori, (s.a., 1825?), RL 59

Vorrei di te fidarmi, (s.a., 1815?), RL 60

##### Obras pedagógicas
Colección de cuarenta ejercicios o estudios progresivos de  vocalización, (s.a., 1827?), RL 61

### Obras instrumentales

#### Música sinfónica
Gran sinfonía a grande orquesta, 1835, RL 62

Obertura ‘La jeunesse’, 1820, RL 63

Tanda de rigodones y vals, 1840, RL 64

Tanda de rigodones y vals, 1840, RL 65

#### Música de cámara
Bolero favori, (s.a., 1815?), RL 66

Divertimento marcial n.º 1, (s.a., 1814?), RL 67

Divertimento marcial n.º 2, (s.a., 1815?), RL 68

Zapateado, (s.a., 1815?), RL 69

#### Música para piano
VI valses, (s.a., 1814?), RL 70

### Obras no localizadas
Brilla nel seno un ginbilo, (s.a.)

Cuartettino (s.a.)

El día de la nación española o el Dos de Mayo, 1810

En tan infausto día, 1812

Himno al duque de Wellington, (s.a.)

Obertura en Re, (s.a.)

Pieza obligada de contrabajo, 1839

Pieza obligada de violonchelo, 1840

Renovando la augusta memoria, (s.a., 1814?)

Salve a 4, (s.a.)

Te Deum; (s.a.)